# لیسا فروزان تونی
لیسا فروزان تونی (انگلیسی: Lisa Tønne؛ زادهٔ ۲۱ دسامبر ۱۹۷۷) یک کمدین، هنرپیشه ایرانی‌تبار اهل نروژ است.

## پیشینه
لیسا فروزان تونی؛ یا لیسه تونه، یک  استندآپ کمدین نروژی است. وی در تهران، به دنیا آمده؛ و از دوران نوزادی، به فرزند خواندگی، در نروژ پذیرفته شده‌است. لیسه، دوران کودکی را در تروندهایم، گذرانده‌است.
 شهرت لیسه تونه، از سال ۱۹۹۹م، به عنوان یک نویسنده و مجری سرزنده و شاد، آغاز شد. به خصوص به واسطه برنامه ای با عنوان خود دیگر، که وی در آن نقش یک پسر پاکستانی، به نام علی رضا، را ایفا می‌کرد. در سال ۲۰۰۳ م، وی برنده جایزه بهترین برنامه کمدی سال شد. از دیگر موفقیت‌های وی، از جمله بازی
در نسخه‌های بالیوودی نمایشنامه‌های ایبسن بر صحنه تئاتر نوین اسلو بوده‌است.

## یادداشت
1. ↑   livlige alter ego, pakistanergutten Ali Reza